# Red Gage
Red Gage es una variedad cultivar de ciruelo (Prunus domestica), de las denominadas ciruelas europeas,
una variedad de ciruela obtenida de plántula de semilla de la variedad 'Reina Claudia Verde', en el vivero "Prince's Nursery", de Flushing, (Nueva York) alrededor de 1790. Las frutas tienen un tamaño medio, color de piel rojo oscuro a pleno sol, y pulpa de color verdoso, de textura tierna, jugosa, y sabor excelente dulce.

## Historia
El área de origen de los ciruelos "Reina Claudia" sería Oriente Medio, y se obtuvo en Francia tras el descubrimiento de un ciruelo importado de Asia que producía ciruelas de color verde. Este ciruelo fue traído a la corte de Francisco I por el embajador del reino de Francia ante la "Sublime Puerta", en nombre de Solimán el Magnífico.
El nombre de Reina Claudia es en honor de Claudia de Francia (1499–1524), duquesa de Bretaña, futura reina consorte de Francisco I de Francia (1494–1547). En Francia le decían la bonne reine.
La variedad 'Red Gage' debe su nombre a William Robert Prince, fue obtenida en el vivero "Prince's Nursery", de Flushing, (Nueva York) alrededor de 1790, gracias a la siembra de huesos de la variedad 'Reina Claudia Verde' por parte de William Prince de la generaciones anteriores de horticultores de la misma familia, las plántulas obtenidas cuando desalloraron árboles produjeron frutos de todos los colores, así las ciruelas 'Reina Claudia Washington' ("Washington Gage"), 'White Gage', 'Red Gage' y 'Prince's Gage' ('Imperial Gage'), ahora tan conocidas, forman parte de la progenie de aquellas ciruelas. La "American Pomological Society" agregó el 'Red Gage' a su lista de catálogo de frutas en 1852.
Ha sido descrita por : 1. Am. Gard. Col. 588. 1806. 2. N. Y. Agr. Soc. Rpt. 292 fig. 1848. 3. Hooper W. Fr. Book 251. 1857. 4. Mathieu Nom. Pom. 443. 1889. 5. Guide Prat. 157, 162, 364. 1895.  Auserlesene Rote Reine-Claude 4. Auserlesene rothe Reineclaude 5. Lombard 3 incor. Prince's Red Gage 2, 4, 5. Prince's Rote Reine-Claude 4. Prinzens rothe Reineclaude 5. Red Gage 4, 5. Reine-Claude Rouge Americaine 5. Reine-Claude rouge de Prince 5. Reine-Claude Rouge de Prince 4.

## Características
'Red Gage' árbol grande, vigoroso, redondo y de copa abierta, resistente, muy productivo. Tiene un tiempo de floración que comienza a partir del 16 de abril con el 10% de floración, para el 20 de abril tiene una floración completa (80%), y para el 29 de abril tiene un 90% de caída de pétalos.
'Red Gage' tiene una talla de fruto medio, tiene forma ovalada, falta sutura; epidermis tiene una piel rojo oscuro al sol que va a rojo pálido a la sombra; Pedúnculo corto, grueso o semi grueso;pulpa de color verdoso, de textura tierna, jugosa, y sabor excelente dulce.
Hueso libre o semi libre, de tamaño medio, redondeado, semi globoso, con la zona ventral ancha con cresta y aristas laterales muy salientes, con surco dorsal muy marcado, los laterales inexistentes, y las caras laterales rugosas.
Su tiempo de recogida de cosecha se inicia en su maduración en la primera decena de agosto.

## Usos
La ciruela 'Red Gage' se comen crudas de fruta fresca en mesa, en macedonias de frutas, pero también en postres, repostería, como acompañamiento de carnes y platos. Se transforma en mermeladas, almíbar de frutas, compotas. También se elabora en aguardiente de ciruela.

## Cultivo
La variedad 'Red Gage' se encuentra considerada como una variedad menor.
Autofértil, en el grupo de polinización 2, pero fructificará mejor con un compañero de polinización del grupo 1, 2 o 3.

## Enfermedades y plagas
Plagas específicas:
Pulgones, Cochinilla parda, aves Camachuelos, Orugas, Araña roja de árboles frutales, Polillas minadoras de hojas, Pulgón enrollador de hojas de ciruelo.
Enfermedades específicas:
Hoja de plata, cancro bacteriano, marchitez de flores y frutos por podredumbre parda.